# Фроммельт, Ноа
Ноа Фроммельт (нем. Noah Frommelt; родился 18 декабря 2000, Вадуц) — лихтенштейнский футболист, полузащитник клуба «Косова» и национальной сборной Лихтенштейна.

## Клубная карьера
Воспитанник футбольной академии «Вадуца». В 2018 году стал игроком клуба «Бальцерс». Проведя в команде два года, в июле 2020 года перешёл в клуб «Эшен-Маурен».

## Карьера в сборной
Выступал за сборные Лихтенштейна до 17, до 19 лет, до 21 года. 18 ноября 2019 году дебютировал за главную сборную Лихтенштейна в матче отборочного турнира к чемпионату Европы против сборной Боснии и Герцеговины.